# ジジフィン
ジジフィン (Ziziphin) は、味覚修飾活性を持つトリテルペン配糖体で、ナツメの葉から単離された。化合物名はナツメの学名（Ziziphus jujuba）に由来する。
ナツメに含まれるジジフィンのホモログの中で、最も抗甘味活性が強いが、ホウライアオカズラの葉に含まれるギムネマ酸Iほどではない。
ジジフィンは、ほとんどの炭水化物（グルコース、フルクトース等）やその他の甘味料（ステビオール配糖体、サッカリン、アスパルテーム等）、甘いアミノ酸（グリシン等）の甘味を感じにくくするが、苦味や酸味、塩味等、その他の味には影響を与えない。